# یواس‌اس گریلینگ (اس‌پی-۱۲۵۹)
یواس‌اس گریلینگ (اس‌پی-۱۲۵۹) (به انگلیسی: USS Grayling (SP-1259)) یک کشتی بود که طول آن ۳۳ فوت ۶ اینچ (۱۰٫۲۱ متر) بود. این کشتی در سال ۱۹۱۵ ساخته شد.